# Punk Goes Pop Vol. 6
Punk Goes Pop Vol. 6 is het zestiende compilatiealbum uit de Punk Goes...-serie uitgegeven door Fearless Records. Het album bevat covers van populaire popnummers, gespeeld door post-hardcore-, metalcore- en poppunkbands. Het is uitgegeven op 17 november 2014.

## Nummers
1. "Ain't It Fun" (Paramore) - Tyler Carter
2. "Wrecking Ball" (Miley Cyrus) - August Burns Red
3. "I Knew You Were Trouble" (Taylor Swift) - We Came as Romans
4. "Turn Down For What" (DJ Snake) - Upon a Burning Body
5. "Problem" (Ariana Grande) - Set It Off
6. "Burn" (Ellie Goulding) - Crown the Empire
7. "Drunk In Love" (Beyoncé) - Oceans Ate Alaska
8. "Royals" (Lorde) - Youth in Revolt
9. "Hold On, We're Going Home" (Drake) - Volumes
10. "Chocolate" (The 1975) - Knuckle Puck
11. "Sweater Weather" (The Neighbourhood) - Slaves
12. "Stay The Night" (Zedd) - State Champs
13. "Happy" (Pharrell Williams) - Palisades

Punk Goes Metal ·
Punk Goes Pop ·
Punk Goes Acoustic ·
Punk Goes 80's ·
Punk Goes 90's ·
Punk Goes Acoustic 2 ·
Punk Goes Crunk ·
Punk Goes Pop Volume Two ·
Punk Goes Classic Rock ·
Punk Goes Pop Volume 03. ·
Punk Goes X ·
Punk Goes Pop Volume 4 ·
Punk Goes Pop Volume 5 ·
Punk Goes Christmas ·
Punk Goes 90s Vol. 2 ·
Punk Goes Pop Vol. 6 ·
Punk Goes Pop Vol. 7